# Helena Kadečková
Helena Kadečková (14. srpna 1932 Praha – 30. června 2018 Čerčany) byla nordistka, vysokoškolská pedagožka, překladatelka z islandštiny, staroislandštiny, norštiny a dánštiny, autorka a redaktorka beletrie, odborných a popularizačních prací o severských autorech, literatuře, kultuře a dějinách. Zvláštní pozornost věnovala mytologii a skandinávskému středověku.

## Život
Po maturitě (1951) na gymnáziu v Kubelíkově ulici v Praze pracovala jako referentka v oddělení mezinárodních styků Československého rozhlasu. V této době také závodně hrála basketbal. 
V letech 1952–1957 studovala na Filozofické fakultě Univerzity Karlovy (poprvé přijata nebyla, podruhé se otevřel pouze obor dánština v kombinaci s němčinou. Ještě na střední škole jí učaroval Island a jeho kultura. V průběhu let 1957–1965 absolvovala tři roční studijní pobyty na univerzitě v Reykjavíku. Od roku 1958 do roku 2011 působila jako vysokoškolská pedagožka na tehdejší katedře germanistiky a nordistiky (později Ústav germánských studií) Filozofické fakulty Univerzity Karlovy. Na Univerzitě Karlově získala v roce 1969 tituly PhDr. a CSc.  Roku 1991 se stala docentkou.
Byla podporovatelkou Cesty domů, která se věnuje péči o umírající a jejich blízké. Helena Kadečková odkázala Cestě domů kromě finančního daru také svá autorská práva. 

## Dílo
Přednášela a publikovala odborné studie o severských literaturách, např. Dějiny severských literatur, středověk (1989) či Moderní skandinávské literatury 1870–2000, část Islandská literatura (2006 a 2014). Z nejstaršího severského písemnictví přeložila Ságu o Ynglinzích, Eddu Snorriho Sturlusona (1988) a Příběh Amleta, prince jutského z dánské kroniky Saxona Grammatika (1966). Napsala také několik beletristických titulů inspirovaných severskými zeměmi, např. Óli, tvůj kamarád z Islandu (1971), Soumrak bohů, staroseverské mýty a báje (1998). V roce 2002 vydala v Nakladatelství LN knihu Dějiny Islandu. V roce 2022 připravila Daniela Iwashita k vydání její vzpomínky a zápisy z návštěv na Islandu pod názvem Život s Islandem.

## Ocenění
Helena Kadečková je držitelkou medaile Karla Čapka udělované Mezinárodní federací překladatelů FIT, Řádu islandského sokola, norské Medaile svatého Olafa a norského královského Řádu svatého Olafa.